# アバラコフ

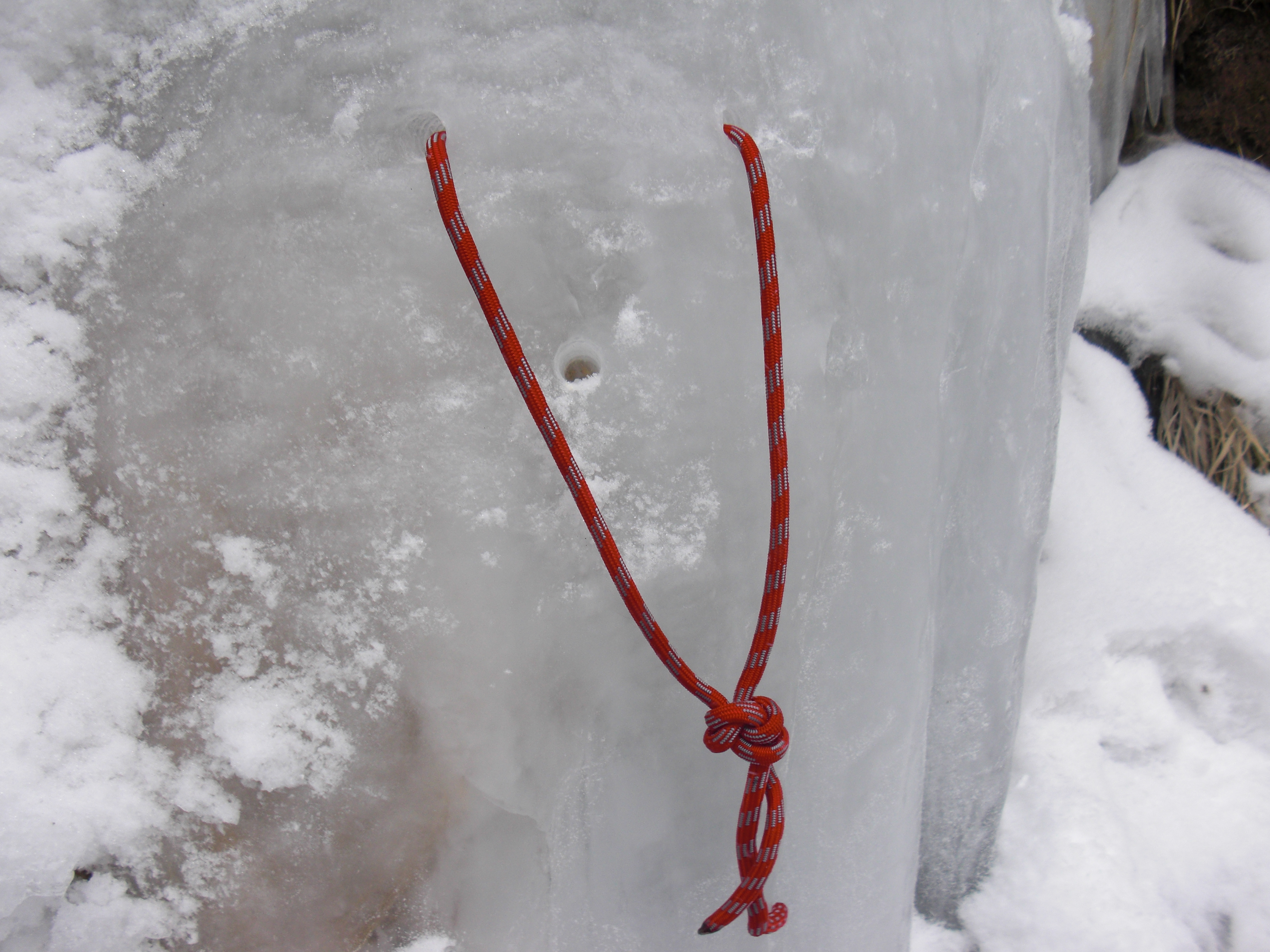
氷を貫通し支点を確保したアバラコフ

アバラコフ（英語；Abalakov thread、V-Thread、別名：Vスレッド）とは、アイスクライミングを行う際に支点を作る技術のことで、ロシア人の発明家・登山家ヴィタリー・アバラコフに由来する。
作成が簡単で、高価な機材を消耗することなく、適切に行えば非常に安全な支点を確保できる技術である。この便利さと安全性から、アイスクライマーからは、アイスクライミングの革命と言われている。
2009年の調査結果と実験では、水平に穴を開けるより、垂直に穴を開けるAスレッドの方が強度が高い結果となった。

## 作成方法
アイススクリュー（長いのが良い。21cm以上）を使用して、1 - 2mの長さの紐が通るよう頑丈な氷の壁にVの時に2か所穴を開けて（この2つの穴の間は約17 - 20cmあると良い。きちんとV字になるよう誘導する治具も作られている。）、そこに体を保持する紐を通して、適切な結び目を作れば完成である。強度に不安があれば、2か所に分散する方法も考えられるが、それをするくらいなら代替ルートを取った方が良い。

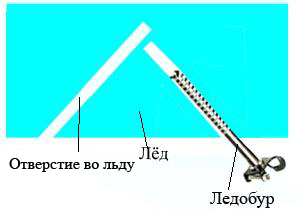
1.アイススクリューを使って氷に穴を開ける
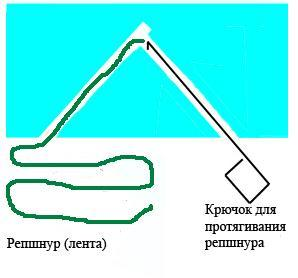
2.氷の中に機具を使い紐を通す
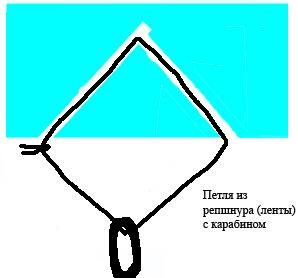
3.穴から出てる紐を結ぶ。